# Holbæk Cykelsport
Holbæk Cykelsport er en dansk cykelklub med base i Holbæk. Klubben er et resultat af en fusion mellem Holbæk Cykle Ring og Holbæk Cykelsport, der skete i 2013.

## Historie
Holbæk Cykle Ring blev grundlagt i 1951, mens Holbæk Cyklisterne kom til verden i 1988. I 2006 skiftede Holbæk Cyklisterne navn til Holbæk Cykelsport. I 2013 fusionerede de to klubber og beholdt navnet Holbæk Cykelsport.
Ved Danish Bike Award 2018 blev klubben kåret til Årets Cykelklub i Danmark.